# Tamara E. Jernigan
Tamara Elizabeth „Tammy“ Jernigan (* 7. Mai 1959 in Chattanooga, Tennessee) ist eine US-amerikanische ehemalige Astronautin.

## Leben
Jernigan erhielt 1981 einen Bachelor in Physik und 1983 einen Master in Ingenieurwesen von der Stanford University. 1985 erhielt sie einen Master in Astronomie von der University of California. 1988 erhielt sie einen Doktortitel in Weltraumphysik und Astronomie von der Rice University.
Nach ihrem Studium an Stanford forschte Jernigan von Juni 1981 bis Juli 1985 als Wissenschaftlerin am Ames Research Center der NASA. Jernigan bewarb sich vergeblich für die 10. Astronautengruppe der NASA. Im Juni 1985 wurde sie von der NASA als Astronautenanwärterin mit der 11. Gruppe ausgewählt und anschließend zur Missionsspezialistin ausgebildet.

### STS-40
Ihren ersten Weltraumeinsatz hatte Jernigan bei der Mission STS-40 mit dem Space Shuttle Columbia. Diese Mission wurde mehrmals verschoben, da an der Raumfähre diverse Mängel aufgetreten waren. Der Start erfolgte schließlich am 5. Juni 1991. Es war die fünfte Spacelab-Mission, die erste, die sich ausschließlich mit Biowissenschaften beschäftigte. Das wichtigste Experiment war Spacelab Life Sciences-1. Dabei wurden physiologische Untersuchungen an Menschen, 30 Nagetieren und tausenden winzigen Quallen durchgeführt. Von den 18 Untersuchungen beschäftigten sich zehn mit dem Menschen, sieben mit den Nagetieren und eines mit den Quallen.

### STS-52
Am 22. Oktober 1992 startete Jernigan mit der Raumfähre Columbia zur Mission STS-52. Start und Landung waren auf dem Kennedy Space Center. Der italienische Laser Geodynamic Satellite (LAGEOS) wurde ausgesetzt, der in der Lage ist, Bewegungen der Erdkruste zu messen.

### STS-67
Auf ihrer dritten Weltraummission flog Jernigan am 2. März 1995 mit dem Space Shuttle Endeavour ins All. Es war der zweite Flug des Astro-Observatoriums mit drei Ultra-Violett-Teleskopen an Bord. Der Flug dauerte über 16 Tage und endete mit der Landung am 18. März 1995 auf der Edwards Air Force Base in Kalifornien.

### STS-80
Am 19. November 1996 flog Jernigan erneut ins All. Nur acht Stunden nach dem Start von STS-80 wurde die von Deutschland gesponserte Astronomieplattform ORFEUS-SPAS ausgesetzt. Zwei Wochen lang beobachtete sie stellare Objekte. Schüler in der Bundesrepublik konnten per Internet dabei sein. Zu Beginn des vierten Flugtages wurde die tellerförmige WSF ausgesetzt. Drei Tage lang flog die WSF neben der Columbia her. Dabei erzeugte sie in ihrem „Windschatten“ ein besonders reines Vakuum, indem sie alle Moleküle der Restatmosphäre aus dem Weg räumte. Auf der Rückseite der WSF wurden neue Halbleiter für die Elektronik erzeugt. Zwei Weltraumausstiege (EVA) von Jernigan mussten abgesagt werden, da sich die Luftschleuse nicht öffnen ließ. Der bisher längste Shuttle-Flug ging nach knapp 18 Tagen zu Ende.

### STS-96
Am 27. Mai 1999 flog Jernigan mit der Discovery zur Internationalen Raumstation (ISS). In Vorbereitung auf die erste Besatzung der ISS wurden vier Tonnen Versorgungsgüter und Bauteile zur Raumstation gebracht. Bei einem Außenbordeinsatz montierten Jernigan und Daniel Barry in 7 Stunden und 55 Minuten unter anderem zwei Kräne (Strela bzw. ORU), die für das Bewegen größerer Lasten bei der Erweiterung der Station benötigt wurden. 
Im September 2001 schied Jernigan aus der NASA aus und wechselte zum Lawrence Livermore National Laboratory in Nordkalifornien.
Tamara Jernigan ist seit 1999 mit dem Astronauten Peter Wisoff verheiratet.